# غيبا (لاعب كرة قدم)
أنطونيو غلبرتو مانياس أو غيبا كان لاعب كرة قدم برازيلي معتزل من مواليد 7 مارس (أذار) 1962 لعب في مركز الظهير الأيمن مع عدد من الأندية قبل أن يعتزل لعب كرة القدم ويتجه إلى التدريب لكي يُصبح مديرًا فنيًّا لأكثر من 20 ناديًا خلال مسيرته التدريبية.

## سيرته
وُلد أنطونيو غلبرتو مانياس في مدينة كورديروبوليس بالبرازيل في 7 مارس (أذار) 1962، وبدأ مسيرته الرياضية بالانضمام إلى صفوف فريق ناشئي نادي خوبينتوس دي كورديروبوليس لكرة القدم، ثُم انتقل منه إلى فريق ناشئي نادي إندبندانتي الرياضي، قبل أن ينتقل عام 1979 للعب في صفوف فريق ناشئي نادي غواراني.
بدأ أنطونيو غلبرتو مانياس مسيرته الاحترافية في كرة القدم عام 1980 باللعب في مركز الظهير الأيمن مع فريق نادي إندبندانتي الرياضي، ثُمّ انتقل في العام التالي إلى نادي إنتر دي ليميرا، وفي عام 1984 انضم غيبا إلى صفوف الفريق الأول لنادي غواراني، حيث تألق مع الفريق، ثُم تركه عام 1989 لينتقل إلى نادي نادي كورينثيانز البرازيلي، والذي فاز معه بلقب بطولة الدوري البرازيلي في موسم 1989-1990، وفي 18 ديسمبر (كانون الأول) 1991، استُدعي غيبا للمنتخب البرازيلي، ولعب معه مباراة ودية وحيدة أمام منتخب تشيكوسلوفاكيا.
استمر غيبا في اللعب لصالح نادي كورينثيانز حتى اعتزاله في عام 1993. اتجه غيبا بعد اعتزاله إلى التدريب، فتولى منصب المدير الفني لفريق ناشئي نادي باوليستا البرازيلي عام 1996، استطاع الفريق تحت قيادته أن يفوز بكأس ساو باولو لكرة القدم للناشئين. تولى غيبا بعد ذلك تدريب العديد من الفرق الرياضية، كان من بينها نادي غواراني البرازيلي، ونادي الكويت الكويتي، ونادي سانتوس البرازيلي. توفي أنطونيو غلبرتو مانياس في مدينة ساو باولو بالبرازيل في 24 يونيو (حزيران) 2014 عن عمر ناهز 52 عامًا متأثرًا بإصابته بالداء النشواني.

## الأندية

### كلاعب كرة قدم
| الفترة    | اسم النادي          | عدد المباريات | عدد الأهداف |
| --------- | ------------------- | ------------- | ----------- |
| 1981-1982 | إنتر دي ليميرا      |               |             |
| 1982–1983 | نادي اتحاد ساو جواو |               |             |
| 1984–1989 | نادي غواراني        | 10            | 1           |
| 1989–1993 | نادي كورينثيانز     | 72            | 6           |

### كمدير فني
| الفترة    | اسم النادي                   |
| --------- | ---------------------------- |
| 1996–1997 | نادي باوليستا                |
| 1997–1998 | نادي سنترو سبورتيفو ألاغوانو |
| 1998–1999 | نادي ساو كارلينز             |
| 2000      | نادي سانتوس                  |
| 2000–2001 | نادي باوليستا                |
| 2001–2002 | نادي غاما                    |
| 2002–2003 | نادي غواراني                 |
| 2003–2004 | نادي الكويت                  |
| 2004–2005 | نادي اتلتيكو سوروكابا        |
| 2005–2006 | نادي بورتوغيزا               |
| 2006      | نادي سانتا كروز              |
| 2006–2007 | نادي ريمو                    |
| 2007      | نادي سبورت ريسيفي            |
| 2007      | نادي ساو كايتانو             |
| 2008      | نادي باوليستا                |
| 2008      | نادي إيباتينغا               |
| 2009      | نادي فورتاليزا               |
| 2010      | نادي ريو برانكو              |
| 2010      | نادي ريمو                    |
| 2011      | نادي جوينفيل                 |
| 2011      | نادي غواراني                 |
| 2012      | نادي غريميو بارويري          |
| 2013–2014 | نادي باوليستا                |

## الألقاب والبطولات

### كلاعب كرة قدم
| الفترة | اللقب/البطولة        | اسم النادي      |
| ------ | -------------------- | --------------- |
| 1990   | الدوري البرازيلي     | نادي كورينثيانز |
| 1991   | كأس السوبر البرازيلي | نادي كورينثيانز |

### كمدير فني
| الفترة | اللقب/البطولة                   | اسم النادي                   |
| ------ | ------------------------------- | ---------------------------- |
| 1997   | كأس ساو باولو للناشئين          | نادي باوليستا                |
| 1998   | بطولة ألاغوانو                  | نادي سنترو سبورتيفو ألاغوانو |
| 2001   | بطولة بوليستا للقسم الثاني      | نادي باوليستا                |
| 2001   | الدوري البرازيلي الدرجة الثالثة | نادي باوليستا                |